# 海本 (愛達荷州)
海本（英語：Heyburn）是一個位於美國愛達荷州米尼多卡縣的城市。

## 地理
海本的座標為42°33′22″N 113°45′46″W / 42.55611°N 113.76278°W，而該地的平均海拔高度為1266米（即4154英尺）。

## 人口
根據2010年美國人口普查的數據，海本的面積為6.88平方千米，當中陸地面積為6.76平方千米，而水域面積為0.12平方千米。當地共有人口3089人，而人口密度為每平方千米448.98人。